# Mark Kvamme

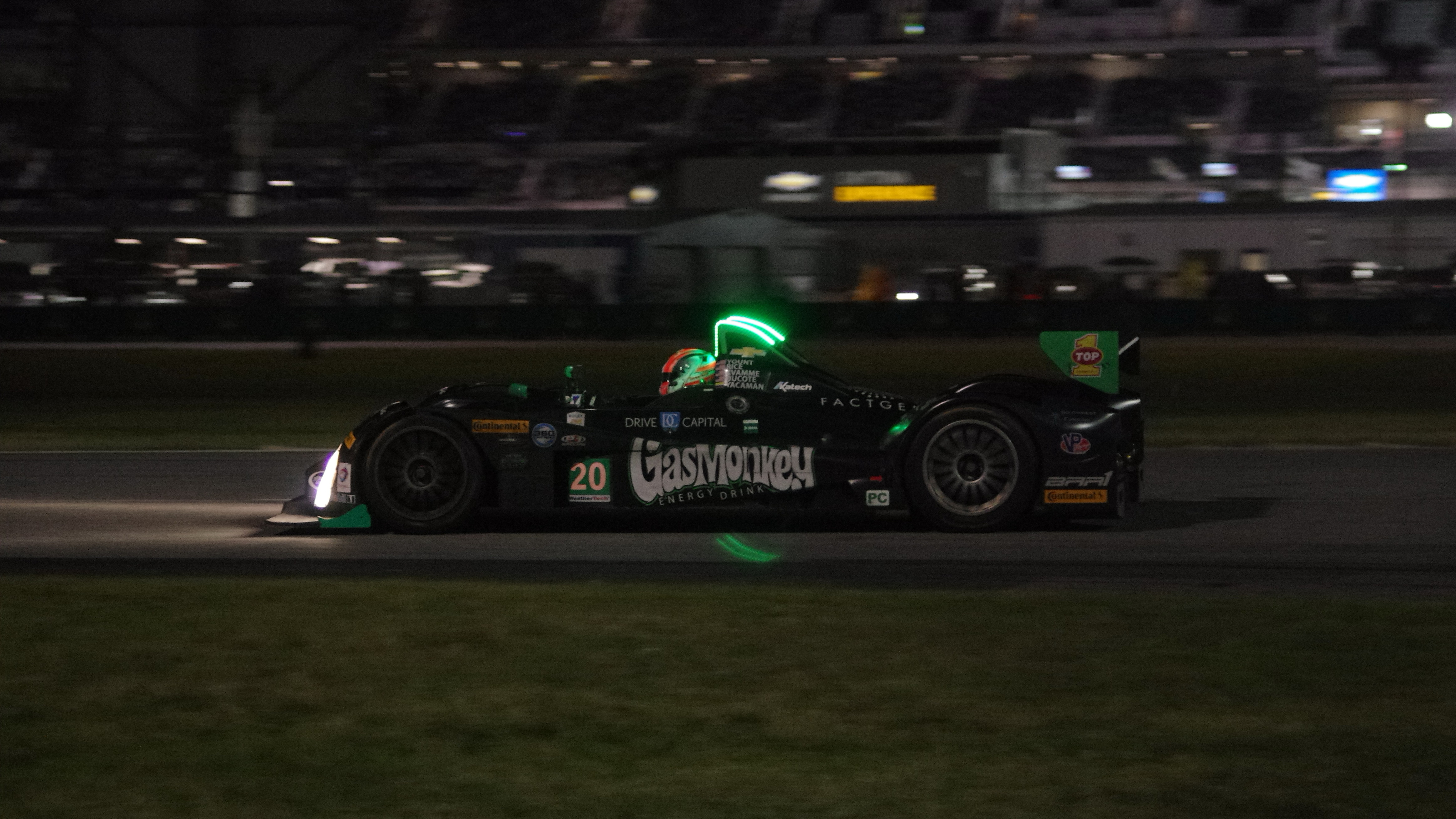
Der von Mark Kvamme gefahrene Oreca FLM09 in der Nacht beim 24-Stunden-Rennen von Daytona 2017

Der von Mark Kvamme gefahrene Ligier JS P320 beim Road to Le Mans 2022

Mark David Kvamme (* 20. Februar 1961 in Sunnyvale) ist ein US-amerikanischer Unternehmer und Autorennfahrer.

## Unternehmer
Mark Kvamme studierte Wirtschaftswissenschaften und Literatur an der  University of California in Berkeley. Er arbeitete viele Jahre bei Hightech-Unternehmen im Silicon Valley und war unter anderem Marketingdirektor bei Wyse Technology und Gründungsmitglied bei Apple France. 1999 war er im Vorstand von Sequoia Capital, ehe er 2013 gemeinsam mit Partner Drive Capital gründete. Das Wagniskapitalunternehmen tätigt Investitionen in Unternehmen des Nahen Ostens sowie des Gesundheitswesens und der Konsumgüterindustrie.

## Karriere als Rennfahrer
Mark Kvamme begann 2014 eine Karriere als Amateur-Rennfahrer. Er startete im Porsche Supercup und ab 2015 regelmäßig in der IMSA WeatherTech SportsCar Championship, wo er 2018 den achten Endrang in der PC-Klasse erreichte. Er fuhr beim 24-Stunden-Rennen von Daytona und dem 12-Stunden-Rennen von Sebring. 2022 debütierte er beim 24-Stunden-Rennen von Le Mans und wurde gemeinsam mit Jason Hart und Renger van der Zande im Ferrari 488 GTE Evo als 50. des Schlussklassements gewertet.

## Statistik

### Le-Mans-Ergebnisse
| Jahr | Team                      | Fahrzeug            | Teamkollege   | Teamkollege          | Platzierung | Ausfallgrund |
| ---- | ------------------------- | ------------------- | ------------- | -------------------- | ----------- | ------------ |
| 2022 | JMW Motorsport            | Ferrari 488 GTE Evo | Jason Hart    | Renger van der Zande | Rang 50     |              |
| 2023 | Inter Europol Competition | Oreca 07            | Jan Magnussen | Anders Fjordbach     | Ausfall     | Aufhängung   |

### Sebring-Ergebnisse
| Jahr | Team               | Fahrzeug           | Teamkollege | Teamkollege      | Teamkollege | Platzierung | Ausfallgrund |
| ---- | ------------------ | ------------------ | ----------- | ---------------- | ----------- | ----------- | ------------ |
| 2017 | BAR1 Motorsports   | Oreca FLM09        | Don Yount   | Daniel Burkett   | Buddy Rice  | Rang 32     |              |
| 2022 | Forty7 Motorsports | Duqueine M30 - D08 | Matt Bell   | Anthony Mantella |             | Ausfall     | Motorschaden |

### Einzelergebnisse in der FIA-Langstrecken-Weltmeisterschaft
| Saison | Team                      | Rennwagen       | 1   | 2   | 3   | 4   | 5   | 6   | 7   |
| ------ | ------------------------- | --------------- | --- | --- | --- | --- | --- | --- | --- |
| 2022   | JMW Motorsport            | Ferrari 488 GTE | SEB | SPA | LEM | MON | FUJ | BAH |     |
| 2022   | JMW Motorsport            | Ferrari 488 GTE | 50  |     |     |     |     |     |     |
| 2023   | Inter Europol Competition | Oreca 07        | SEB | POR | SPA | LEM | MON | FUJ | BAH |
| 2023   | Inter Europol Competition | Oreca 07        | DNF |     |     |     |     |     |     |